# Arpa

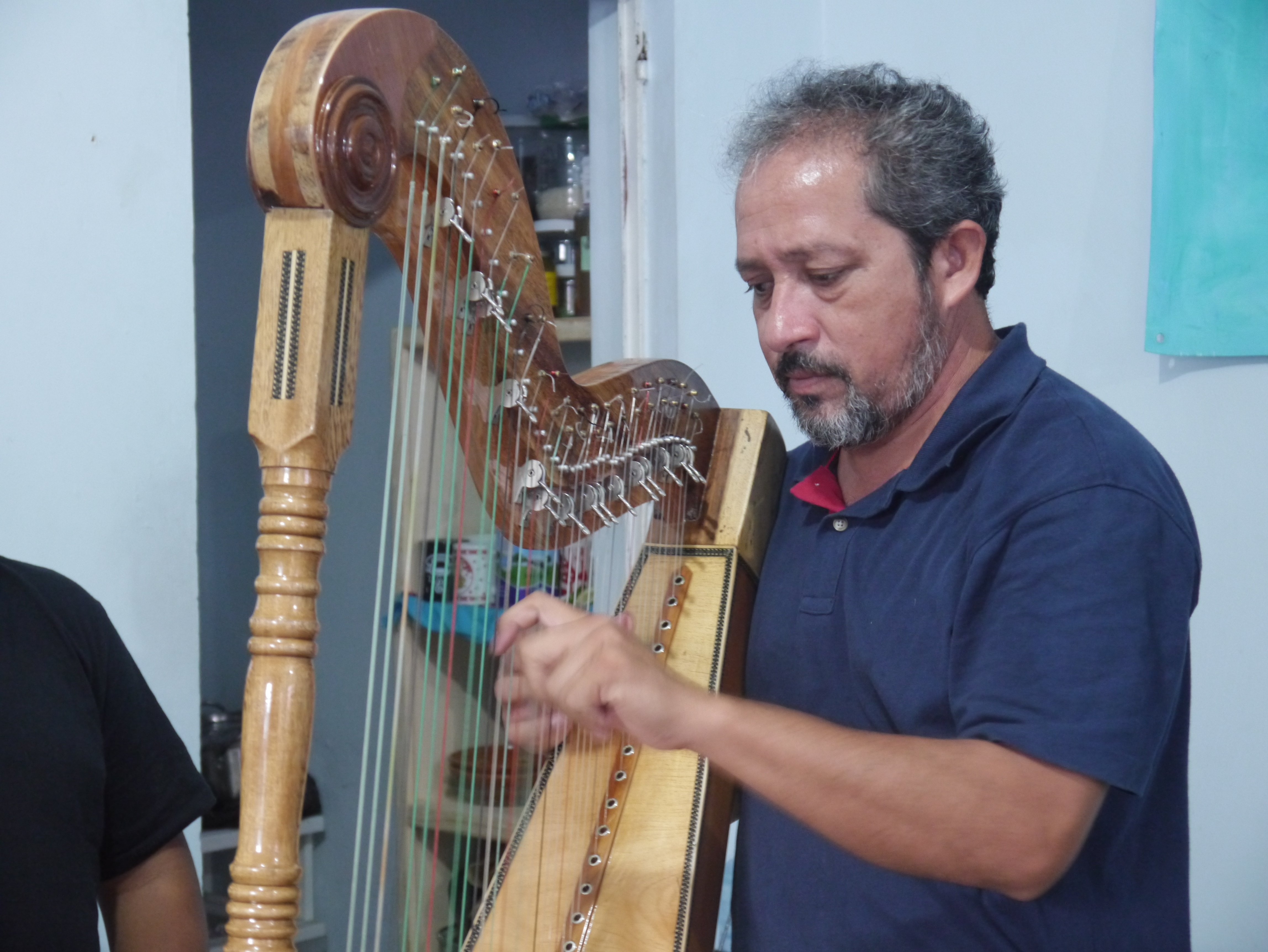
Octavio Vega tocando el Arpa Jarocha

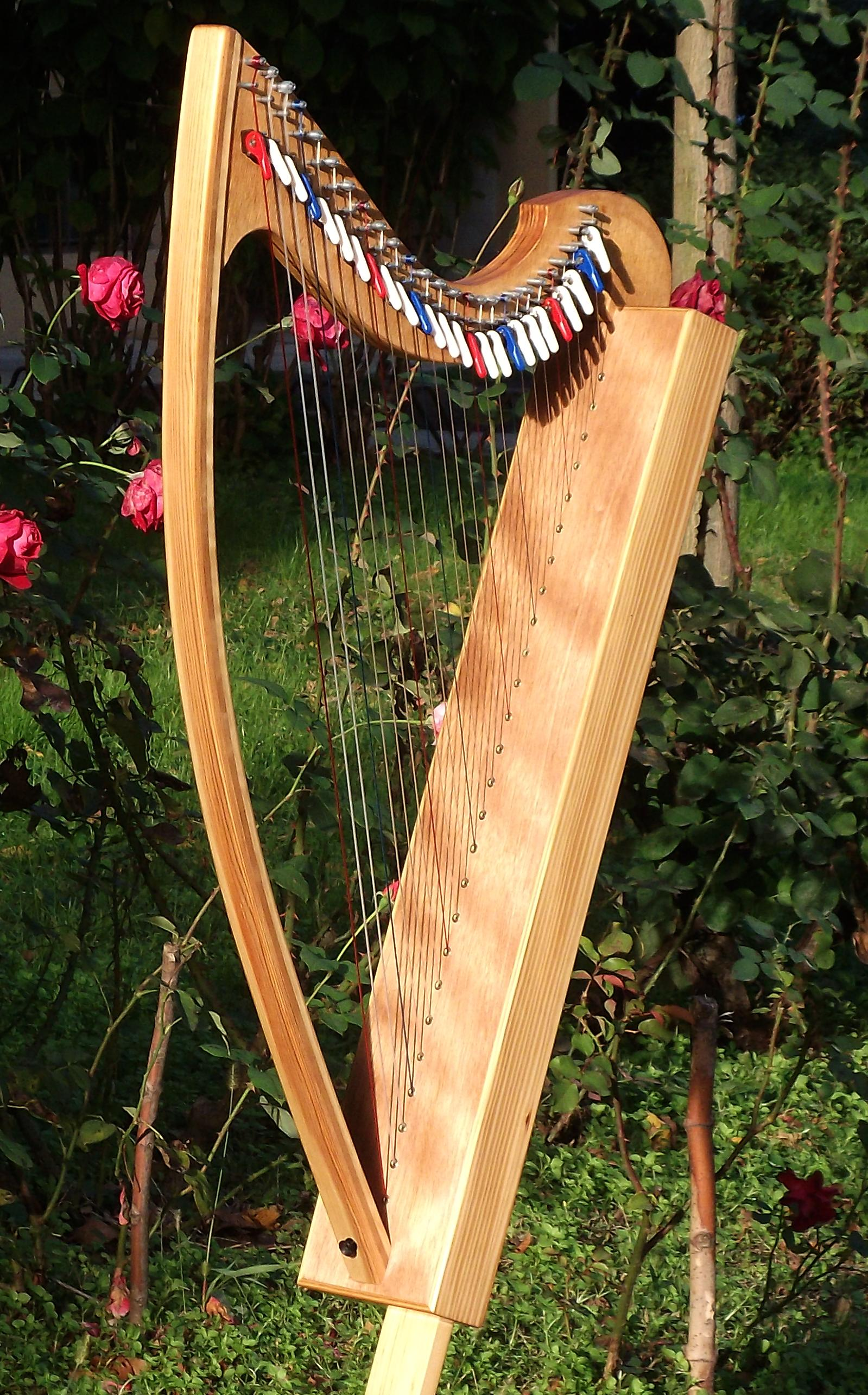
Arpa celta de 26 cuerdas.

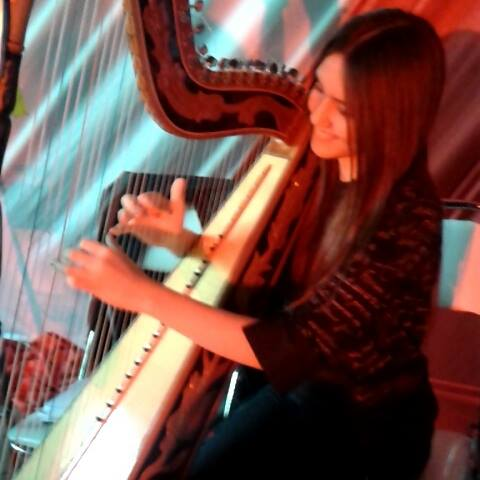
Mónica Lucena, tocando el arpa paraguaya.

El arpa es un instrumento de cuerda pulsada formado por un marco resonante y una serie variable de cuerdas tensadas entre la sección inferior y la superior. Este instrumento tiene sus orígenes en Egipto y Grecia, cuyas civilizaciones fueron las primeras en teorizar la armonización musical, y les permitió desarrollar las técnicas para construir instrumentos cordófonos. El sonido se obtiene al tocar las cuerdas con los dedos. 
El músico que lo toca se llama arpista.
Las arpas se conocen desde la Antigüedad en Asia, África y Europa; se remontan al menos al año 3500 a. C. Este instrumento alcanzó gran popularidad en Europa durante la Edad Media y el Renacimiento, donde evolucionó dando lugar a una amplia gama de variantes. Se extendió llegando a las colonias de Europa, logrando una especial popularidad en América Latina. Mientras que algunos miembros antiguos de la familia del arpa se extinguieron en Oriente Próximo y Asia meridional, hay descendientes de las arpas tempranas que todavía se tocan en Birmania y en África subsahariana, mientras que otras variantes difundidas en Europa y Asia han sido recuperadas por músicos en la era moderna.
Algunos de los tipos de arpas son el arpa clásica, usada actualmente en las orquestas, el arpa celta, el arpa andina, el arpa llanera, el arpa paraguaya. El arpa es un instrumento característico en las músicas tradicionales de países como  Alemania, Chile, Colombia, Irlanda, México,  Nicaragua, Paraguay, Perú y Venezuela, entre otros.
Históricamente, las cuerdas estaban hechas de tendón (tendones de animales). Otros materiales han incluido intestinos de animales, fibra vegetal, cáñamo trenzado,  cuerda de algodón, seda, nailon, y alambre. 

## Origen

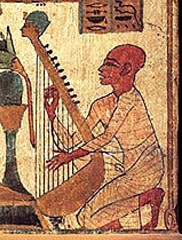
Pintura egipcia sobre un arpista tocando un arco musical.

Si bien existen instrumentos muy antiguos semejantes al arpa, debe tenerse en cuenta que la clasificación de Hornbostel y Sachs distingue entre las cuerdas vocales con el arpa (con un mástil que cierra el arco) y los tipo arco (que no disponen de ese mástil). Así pues, varias de las primitivas arpas que aparecen en la historia del instrumento son literalmente, arcol mundo, al igual que en distintas épocas. Pertenece al grupo de los cordófonos. Se conocía ya en la antigua Asiria, en Israel y Egipto,[cita requerida] de donde pasó a Grecia.
Utilizaron el término griego ki‧thá‧ra para traducir la palabra kin‧nóhr más o menos la mitad de las cuarenta y dos veces que aparece en el texto hebreo. La ki‧thá‧ra era un instrumento parecido a la lira (en griego lý‧ra), pero con una tabla de resonancia más llana.
Fue un instrumento muy de moda durante la Edad Media, siendo abandonado durante el Renacimiento. Se recuperó en el siglo XVIII, cuando se le agregaron los pedales.
Este instrumento tiene sus orígenes en Egipto y Grecia, cuyas civilizaciones fueron las primeras en teorizar la armonización musical, y les permitió desarrollar las técnicas para construir instrumentos cordófonos. El sonido se obtiene al tocar las cuerdas con los dedos. El músico que lo toca se llama arpista.

## Tipos de arpa
Algunos de los tipos de arpa son:

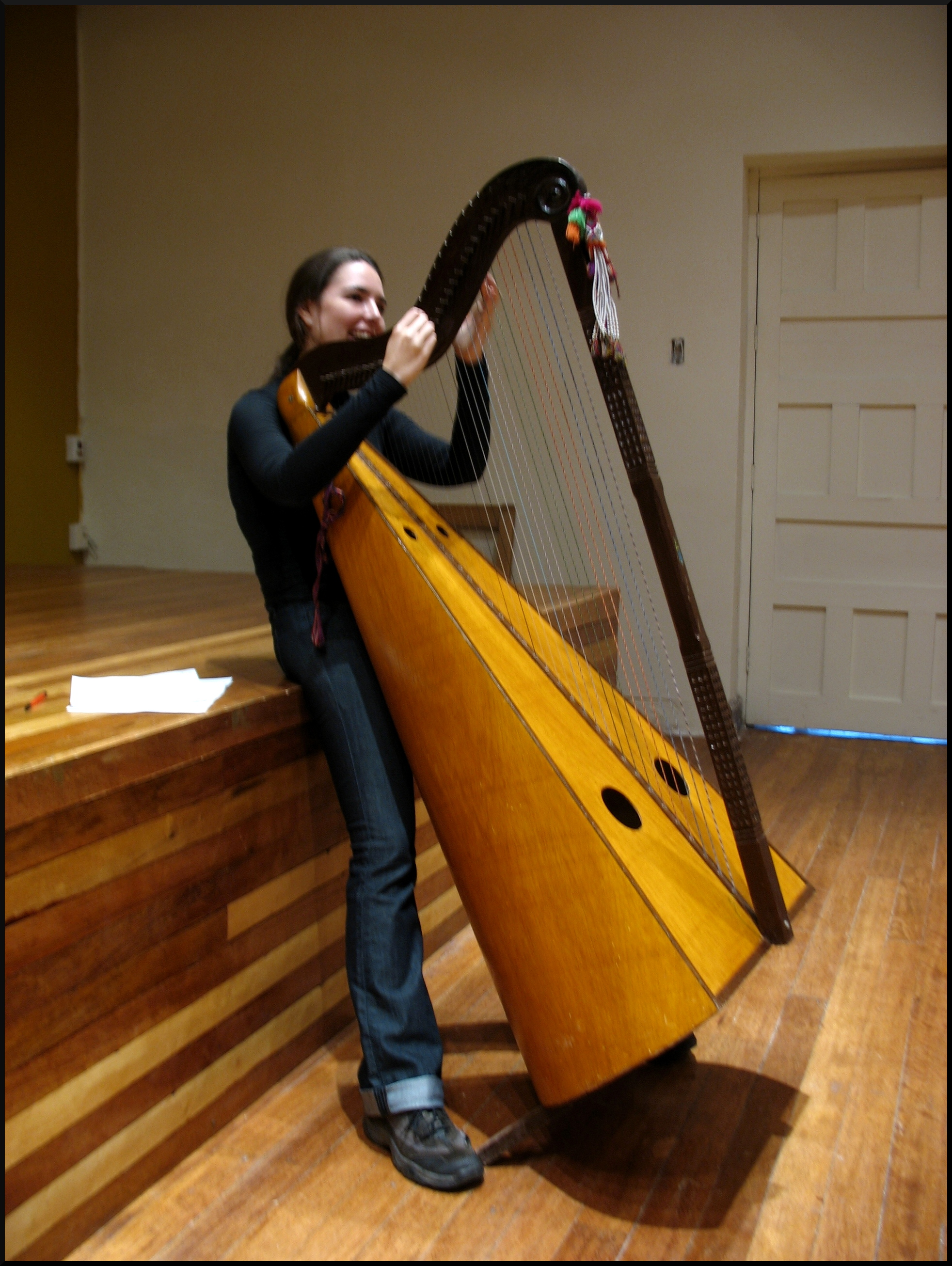
Arpa andina, Cusco, Perú

- Arpa medieval: de acuerdo con la información proporcionada por las fuentes iconográficas e históricas, durante la Edad Media el número de cuerdas de las arpas fue variable (entre 10 y 20); las encordaduras eran hechas generalmente con tripas de carnero, aunque se ha documentado que algunos instrumentos irlandeses tenían cuerdas de metal. En el siglo XV la forma del instrumento se alargó y la columna redujo su curvatura. Una característica peculiar presente en algunas arpas medievales, fue que se les dotó, en la base de cada cuerda, de un pequeño dispositivo llamado “harpion” por los franceses. Este provocaba una vibración que modificaba el timbre del instrumento.[12]
- El arpa de origen irlandés: es también conocida como arpa bárdica. No superior a los 75 cm de altura y de afinación diatónica, cuerdas metálicas, ornamentalmente rica en tallas, dibujos e incrustaciones de metal. En la actualidad aún se tienen dos ejemplos claros, uno es el arpa del rey Brian Boru (muerto en 1014) que se puede encontrar en el Museo de Dublín, y otra es el arpa de la reina Mary de Escocia, en el Museo Nacional de Edimburgo.
- Arpa celta: De origen galés, puede medir hasta 105 cm de altura, 34 cuerdas y con la posibilidad de incorporar sistemas de semitonos.

- Arpa paraguaya: Usualmente tiene 36 o 37 cuerdas. Las cuerdas son de nailon y están divididas por la línea media de la cabeza del arpa, así las fuerzas son equilibradas y la construcción de este tipo de arpa es menos pesada que la de otros tipos. El arpa paraguaya también tiene clavijeros como los de la guitarra.

- Arpa andina: Producto del sincretismo cultural europeo y andino. De uso muy extendido en la música vernacular de Perú, sobre todo en los géneros del huayno de la sierra central y sur. Cuenta con clavijeros para el afinamiento como los de la guitarra.

- Arpa venezolana: con registro desde 1580, existen 3 subtipos: tuyera (cuerdas de metal), folklóricas (34 cuerdas, sin pedal) y criolla (32 cuerdas) puede medir hasta 105 cm de altura, 32 cuerdas y con la posibilidad de incorporar sistemas de semitonos, la variante venezolana carece de pedales, siendo uno de los instrumentos nacionales bandera (junto al cuatro) y producto de más de 4 siglos de sincretismo endémico, últimamente se ha comenzado a internacionalizar.

## Aparición del arpa en la orquesta

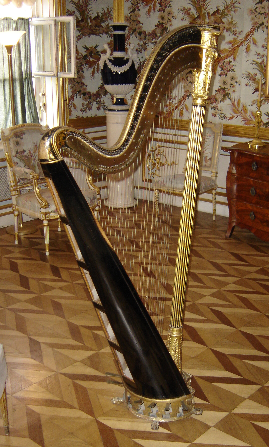
Arpa con pedales.

El arpa medieval era diatónica, y el arpa moderna, por el contrario, nació con los primeros intentos de cromatismo que la evolución de la música occidental exigía. Los primeros intentos surgieron de los talleres de lutieres irlandeses en el siglo XVI, que proveyeron al arpa de una doble fila de cuerdas. En el siglo XVII se incorpora una tercera fila, la 1.ª la 3.ª fila eran diatónicas (29 cuerdas cada fila) mientras que la 2.ª fila, con 20 cuerdas, estaba reservada para los semitonos.
A mediados del XVII unos constructores tiroleses inventaron el arpa de ganchos, con los cuales era posible estirar la cuerda y subirla un semitono. En esta época fueron muchos los mecanismos incorporados para subir el tono, pero todos accionados manualmente, por lo que debía hacerse antes de empezar la interpretación.
A finales del siglo XVII, lutier bávaro fabricó la primera arpa con pedales que situados a ambos lados del soporte del instrumento, estaban unidos a los ganchos fijos de la consola mediante un sistema de transmisión. Eran siete los pedales, correspondientes a los siete grados de la escala musical y para cuyo instrumento campushiano escribió su Concierto para flauta y arpa en 1778. A raíz del descubrimiento se inspiraron numerosas ideas a cual más estrafalarias para ampliar las posibilidades del arpa (como fue la colocación de doble número de pedales y sordinas), pero el mayor éxito lo obtuvo S. Erard en 1811. Erard presentó el modelo llamado de «doble acción» que, con ligeras modificaciones posteriores, es la que se usa normalmente en la actualidad.
Los pedales se hallan unidos a unos listones de acero que se introducen en la columna, estos terminan en un mecanismo situado en la consola que, a su vez, está formada por varias capas de sicomoro y serbal. Dicho mecanismo, muy elaborado, lleva dos sistemas de horquillas, discos provistos de tornillos ajustables entre los cuales pasa la cuerda. Cuando un pedal –llamado de doble acción– se suelta (posición de reposo en la muesca superior), la cuerda pasa libre entre los tornillos (bemol); enganchado en la muesca intermedia, el pedal imprime a los discos una revolución parcial que produce el 1.er semitono (becuadro); enganchado en la muesca inferior, el pedal provoca la continuación del movimiento, lo cual da lugar al 2.º semitono (sostenido). Cada uno de los siete pedales actúa sobre todas las octavas de una misma escala, pudiendo ser accionado dos veces, subiendo sucesivamente un semitono en todas las notas de la misma tonalidad.
Ahora el número de cuerdas se eleva a 47 y son de clases diferentes. Hay 26 en el registro medio que son de tripa de carnero, 10 u 11 en el registro agudo que son de nailon, en tanto que las 12 restantes son de alpaca o cobre (entorchadas en acero) para el registro grave. La extensión es de 6 octavas y media (desde do1 (alterable mediante afinación manual) a sol#6): después del órgano y el piano, el arpa es el instrumento con la extensión más amplia.

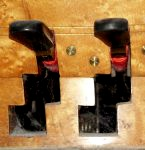
Pedales del arpa.

El arpa moderna de orquesta incluye más de 1988 piezas y la presión que ejercen las cuerdas sobre el instrumento es alrededor de dos toneladas y media. Su construcción supone un costo elevado por lo que son pocos los lutieres que se aventuran a fabricarla. En este proceso se incluye la utilización de contrachapados de haya, arce o palisandro ―que son maderas que se curvan fácilmente al vapor― para la caja de sonido que, a su vez, está reforzada en su interior por una moldura triangular a veces metálica.
Tanto las sencillas arpas medievales, pasando por las elegantes celtas y las muy estructuradas arpas de orquesta, invitan a su constructor a armarse de imaginación e ingenio para solventar las posibles dificultades que puedan cruzársele en el maravilloso sueño que es la construcción de un arpa. Los mecanismos opcionales como los sistemas de semitonos, clavijas y puentes se encuentran en el mercado a disposición del comprador.
Este viaje litúrgico de la historia y arquitectura del arpa hace diminuto honor a la importancia que se merece pero puede ayudar a quien hasta ahora desconocía muchos datos de este bello instrumento. Puede que su industrialización mengüe su calidad, pero hace más fácil que la gente pueda adquirirla por un precio cómodo y asequible (sobre todo en las arpas celtas).
Una variante de las arpas es la'cromática que posee el doble de cuerdas que una convencional (que son 47 para la de orquesta) y el arpa mágica o colombina que posee 17 cuerdas.

Extensión del arpa representada en un teclado de piano.

## El arpa en la música

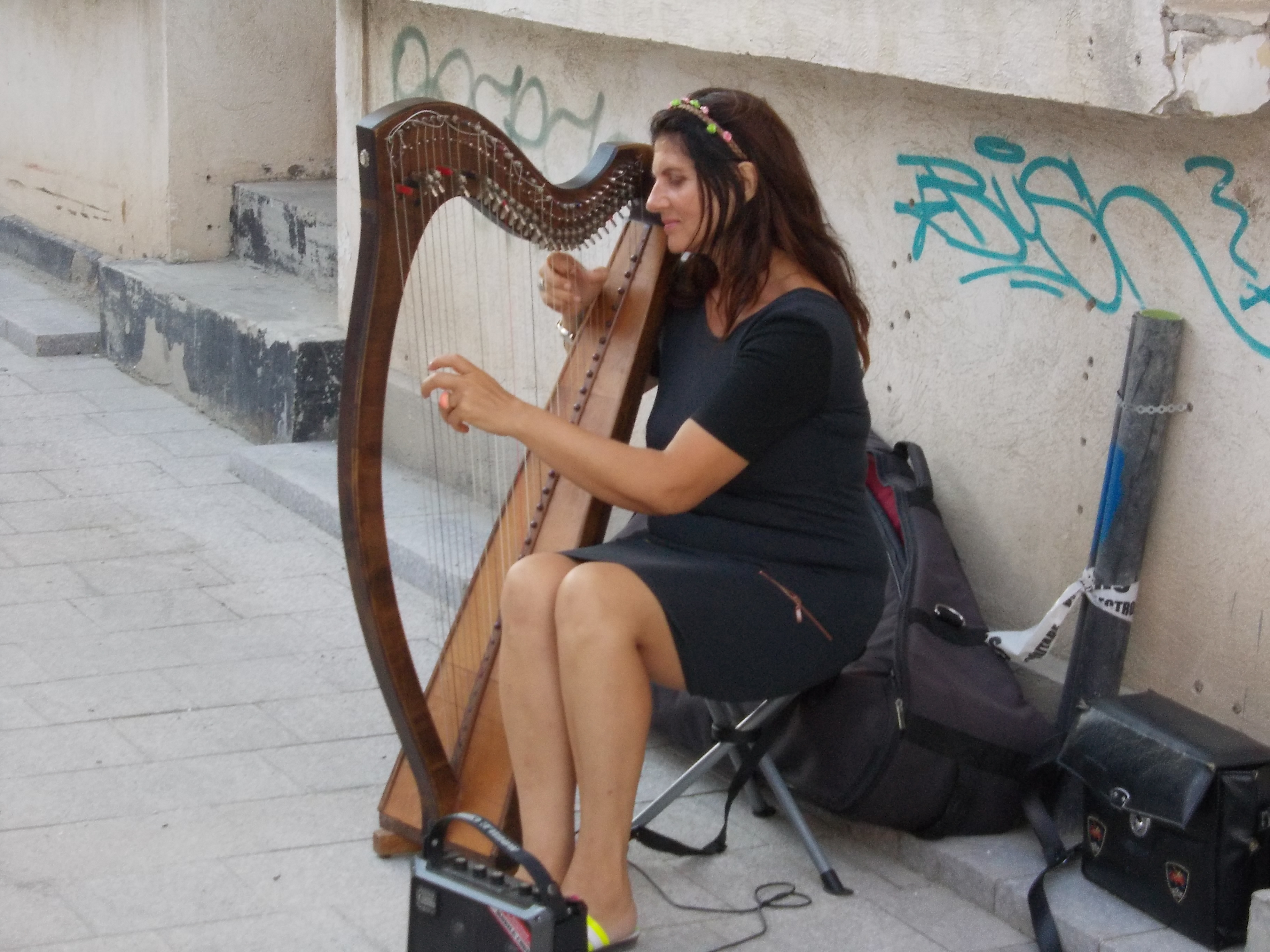
Mujer con arpa en Constanza, Rumania.

El arpa se usa ampliamente en la música académica, normalmente para efectos como el glisando o los arpegios. En la ópera italiana y alemana se usa para arias románticas y bailes, como el «Vals de Musetta» en La bohème. Compositores franceses como Claude Debussy y Maurice Ravel compusieron conciertos para arpa y música de cámara que se siguen interpretando. Durante el siglo XIX, el compositor y arpista francés Nicolas Bochsa compuso cientos de piezas de todo tipo (transcripciones de ópera, música de cámara, conciertos, óperas, métodos para el arpa).
Los arpistas del siglo XX Henriette Renié y Marcel Grandjany compusieron muchos solos y piezas de cámara que figuran en el repertorio de arpa. Los compositores modernos utilizan el arpa con frecuencia porque los pedales de un arpa de concierto permiten toda clase de escalas y sonidos con efectos, aunque algunas piezas modernas requieren mucho uso del pedal.
El español Nicanor Zabaleta (1907-1993) está considerado como uno de los más brillantes arpistas del siglo XX.
La española María Rosa Calvo-Manzano ha desempeñado un papel fundamental en la promoción y divulgación del arpa, tanto en su faceta de concertista como en su labor investigadora y docente.
El suizo Andreas Vollenweider con su arpa electrónicamente modificada por él mismo, está considerado como unos de los más grandes representantes del género new age y world music. Entre sus álbumes más destacados se encuentra el denominado Caverna Mágica con el cual se consolidó en el gusto del público seguidor de esos géneros musicales.
La estadounidense Deborah Henson Conant hace jazz, pop, comedia, folk, blues, flamenco y música celta, y toca varios tipos de arpa eléctrica. La banda sonora de su DVD "Invention & Alchemy", publicado en 2006, fue nominado a los Premios Grammy.
Athy, compositor y arpista argentino. Es conocido por introducir al arpa a la música electrónica, fusionándola además con instrumentos étnicos en sus composiciones. Procesando al instrumento mediante pedales de efectos (reverbs, flanger, distorsión entre otros), muchas veces utilizados en guitarras eléctricas.

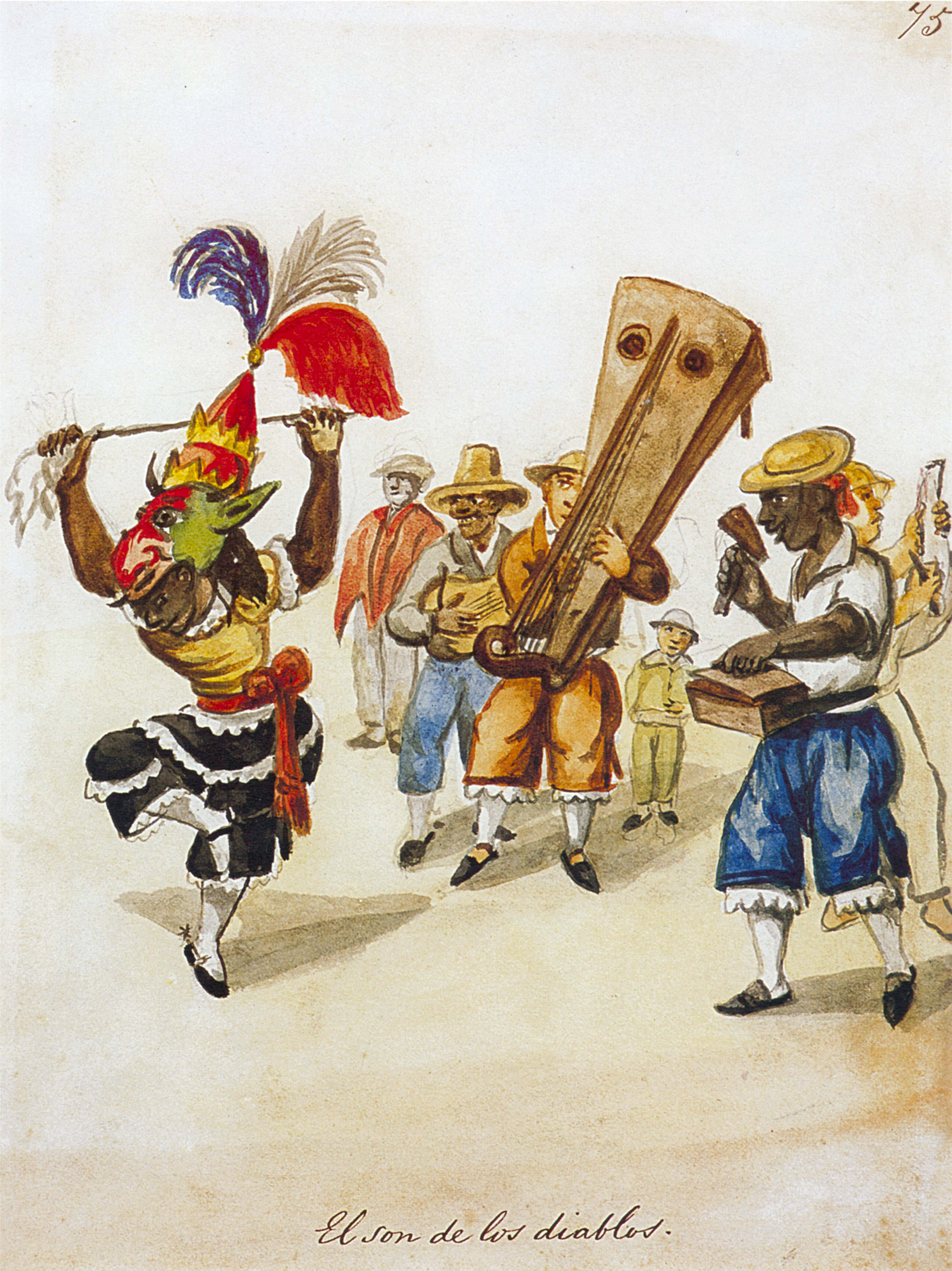
Acuarela de Pancho Fierro donde se aprecia un arpa andina.

Alice Coltrane es conocida por introducir este instrumento en las bandas de jazz.

### Artistas de pop yrock

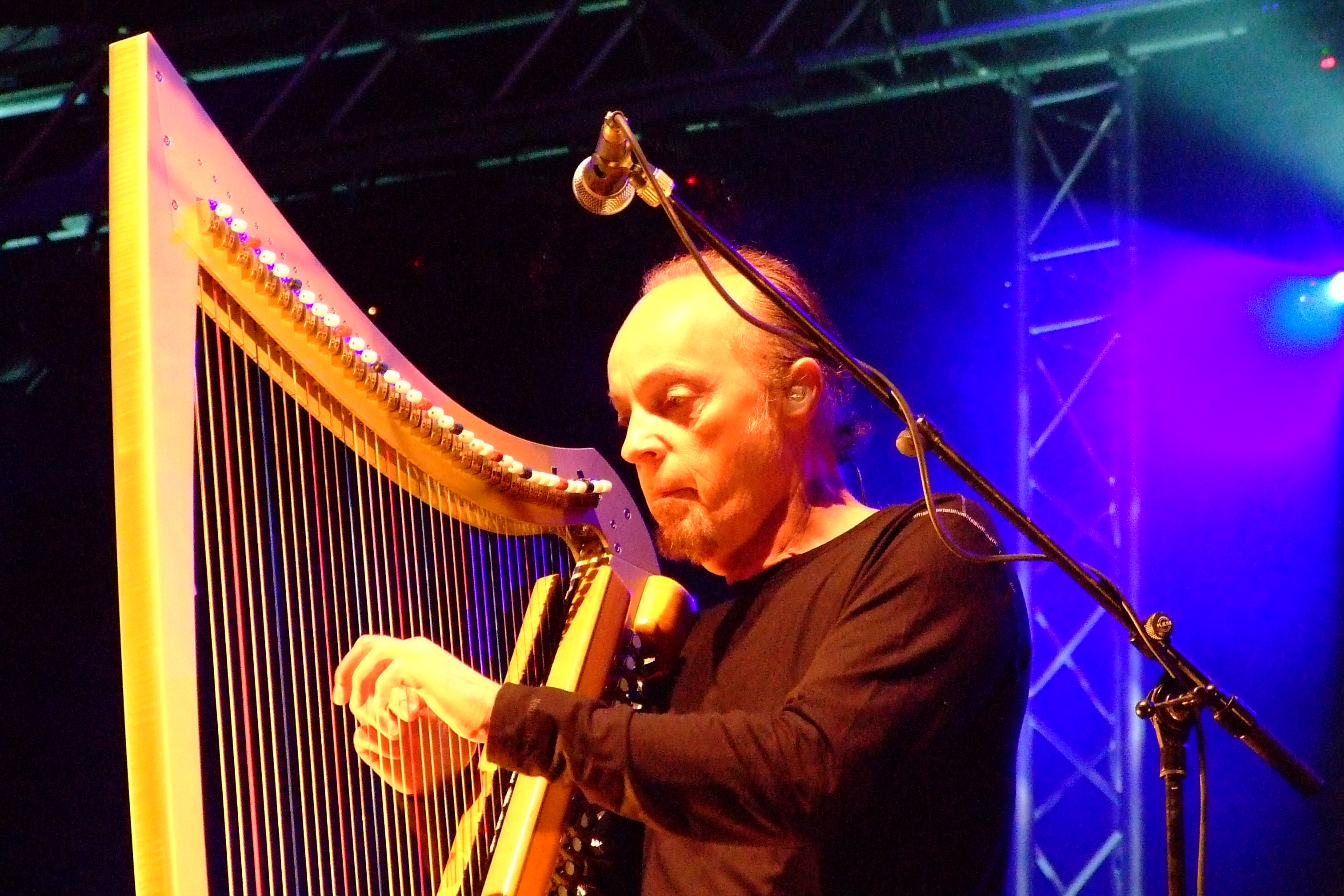
Alan Stivell.

- Björk (con la arpista Zeena Parkins)
- Héctor Braga
- Joanna Newsom
- Camille y Kennerly Kitt
- Clannad
- Enya
- Evanescence
- Florence and The Machine
- Deborah Henson-Conant
- Loreena McKennitt
- Metallica (en concierto con Michael Kamen y la Orquesta Sinfónica de San Francisco)
- Joanna Newsom
- Milladoiro
- Ricky Rasura (miembro de The Polyphonic Spree)
- Alan Stivell
- Andreas Vollenweider

### Arpistas latinoamericanos
Los arpistas más reconocidos en música latinoamericana son:
- Nicolás Caballero
- Juan Vicente Torrealba
- Ignacio «El Indio» Figueredo
- Hugo Blanco
- Laurita Pacheco (Récord Guiness)[15]
- Digno García
- Ernesto Guerra
- Luis Bordón
- Romana De Piaggi
- Félix Pérez Cardozo (Pájaro campana)
- Edmar Castañeda
- Andrés Huesca
- Sofía Rosado (arpa andina, arpa paraguaya, arpa clásica, Guayaquil, Ecuador)